# 금선탈각
금선탈각(金蝉脱殻)은 “매미가 허물을 벗다”는 뜻으로, 삼십육계 중 제21계이다.
적군이 압도적으로 강대하여 저항해 봤자 손해만 확대될 상황에서 일시적으로 철수하여 체제를 재정비하고자 한다. 이때 아무렇게나 철수하면 적의 추격을 받을 위험이 있다. 금선탈각은 이런 상태에서 안전하게 철수하기 위한 방법이다. 매미가 허물을 떠나 날아간 것처럼, 마치 그 자리에 머물고 있는 것처럼 보이게 해놓고 주력을 철수시킨다. 철수 뿐 아니라 전략적 목표에 주력을 이동시켜 역으로 타격을 가하고 싶을 때도 사용할 수 있다.

## 사례
초한상쟁 때 유방이 형양에서 항우군에게 포위되었을 때, 유방의 부하 기신이 유방으로 변장하고 대신 잡혔다. 그 틈에 유방은 도망갔다.
금나라에게 공격받은 송나라 장수 필재우가 양들을 묶어 거꾸로 매달고 앞발 아래에 북을 놓아 양이 발버둥치면 북이 울리도록 장치하고 후퇴한 사례도 이에 해당한다.